# Star Sports Network India
Star Sports Network India, également connu sous le nom de Star Sports India, est un groupe de chaînes sportives de télévision payante d'Asie du Sud appartenant à The Walt Disney Company India, détenue à 100 % par The Walt Disney Company.

## Histoire
Star Sports est un diffuseur majeur de cricket en Inde, détenant les droits de télévision payante pour les matchs de l'équipe nationale, l'Indian Premier League et les tournois du Conseil International du Cricket (ICC). Les droits de diffusion en continu de nombreuses émissions de Star Sports sont détenus en Inde par le service de diffusion en continu Disney+ Hotstar. Star TV, basée à Hong Kong, a lancé Prime Sports (rebaptisée par la suite Star Sports) en partenariat avec la société américaine TCI, qui possédait des chaînes sportives régionales sous la marque Prime. La chaîne a été diffusée dans toute l'Asie, y compris en Inde, dans le cadre de l'empreinte d'AsiaSat 7. Star TV a depuis régionalisé la chaîne avec plusieurs versions. Plus tard, ESPN a rejoint la région en tant que concurrent de Star Sports.
ESPN et Star Sports se faisaient concurrence dans toute l'Asie. Mais en octobre 1996, les deux chaînes ont décidé de combiner leurs activités dans la région. C'est ainsi qu'a été créée une entreprise commune baptisée ESPN Star Sports, dont le siège se trouve à Singapour. Les activités de l'entreprise commune en Inde ont été gérées par sa filiale, ESPN Software India Private Limited.
En juin 2012, il a été annoncé que Star TV, qui appartenait alors à News Corporation, allait acquérir la part d'ESPN dans ESPN Star Sports,. La vente a été finalisée en janvier 2013,. Le 11 mars 2013, Star Sports 2, une chaîne sportive en hindi, a été lancée en tant que chaîne sœur de Star Sports, Star Cricket et ESPN.
Le 6 novembre 2013, Star Sports a introduit une nouvelle identité de marque et réaligné ses chaînes en Inde ; Star Sports est devenue Star Sports 1 ; Star Cricket est devenue Star Sports 3, une chaîne en langue hindi ; ESPN est devenue Star Sports 4, une chaîne en langue tamoule, et Star Cricket HD et ESPN HD sont devenues Star Sports HD1 et HD2,. À Hong Kong, à Taïwan et en Asie du Sud-Est, les chaînes ESPN Star Sports ont été relancées par Fox International Channels Asia Pacific sous le nom de Fox Sports,,,. ESPN International a ensuite établi un partenariat avec Multi-Screen Media en octobre 2015, qui a rebaptisé Sony Kix en Sony ESPN en janvier 2016.
Star India prévoyait de remplacer Channel V India, en difficulté, par Star Sports 1 Kannada le 16 novembre 2017, mais le retard dans l'approbation réglementaire a entraîné le report du plan. Plus tard, Star India a remplacé Channel V par l'itération actuelle de Star Sports 3 le 15 septembre 2018,,,, et a lancé Star Sports 1 Telugu et Star Sports 1 Kannada en tant que nouvelles chaînes les 7 et 29 décembre 2018, respectivement,. Entre-temps, le commentaire en kannada de la couverture par Star Sports de l'Indian Premier League a été diffusé sur Star Suvarna.
La 21st Century Fox a été rachetée par Disney le 19 mars 2019, ce qui lui a permis de devenir propriétaire de Star Sports.
En prévision de l'Indian Premier League 2023, Star Sports a annoncé qu'elle lancerait les flux de Star Sports 1 Tamil et Telugu en HD le 15 mars 2023. Parallèlement, les flux Bangla et Marathi ont été supprimés,.
En juin 2023, Star Sports et Disney+ Hotstar ont annoncé que les tournois de la Coupe d'Asie et de la Coupe du monde de cricket masculin de l'ICC seraient disponibles gratuitement pour tous les utilisateurs de téléphones mobiles accédant à leur application.

## Chaînes

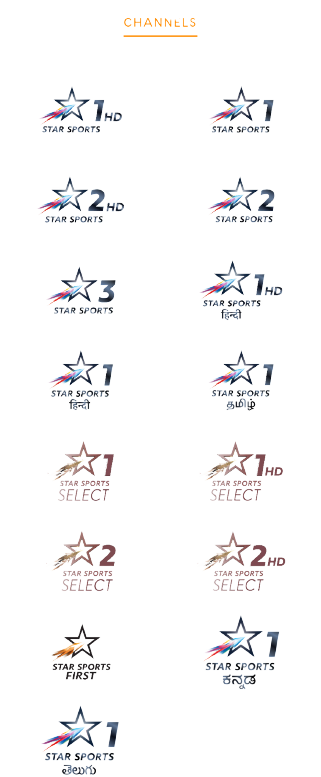
Liste des chaînes du groupe Star Sports

| Chaîne                | Langue                   | Disponibilité SD/HD | Notes                         |
| --------------------- | ------------------------ | ------------------- | ----------------------------- |
| Star Sports 1         | Anglais                  | SD+HD               |                               |
| Star Sports 2         | Anglais                  | SD+HD               |                               |
| Star Sports 3         | Anglais                  | SD                  | Version HD bientôt disponible |
| Star Sports Select 1  | Anglais                  | SD+HD               |                               |
| Star Sports Select 2  | Anglais                  | SD+HD               |                               |
| Star Sports 1 Hindi   | Hindi, Gujarati, Marathi | SD+HD               |                               |
| Star Sports First     | Hindi, Anglais           | SD                  |                               |
| Star Sports 1 Kannada | Kannada                  | SD                  | Version HD bientôt disponible |
| Star Sports 1 Telugu  | Télougou                 | SD+HD               |                               |
| Star Sports 1 Tamil   | Tamoul                   | SD+HD               |                               |

### Former channels
| Chaîne                | Langue         | Disponibilité SD/HD | Notes                             |
| --------------------- | -------------- | ------------------- | --------------------------------- |
| Star Cricket          | Hindi, Anglais | SD+HD               | Remplacée par Star Sports 3       |
| ESPN                  | Anglais        | SD+HD               | Remplacée par Star Sports 4       |
| Star Sports 4         | Anglais        | SD+HD               | Remplacée par Star Sports 1 Tamil |
| Star Sports 1 Bangla  | Bengali        | SD                  | Abandonnées le 14 mars 2023       |
| Star Sports 1 Marathi | Marathi        | SD                  | Abandonnées le 14 mars 2023       |

## Programmation
| Évènement | Pays hôte                                      | Chaînes | Streaming                    |
| --- | ---------------------------------------------- | --- | ---------------------------- |
| Premier Badminton League (2013–2024) | Inde                                           | Star Sports Select 1 & 2 HD (In English) | Disney+ Hotstar (India Only) |
| Ranji Trophy | Inde                                           | Star Sports 1 HD (In English and Hindi) Star Sports Select 1 HD (In English) Star Sports 2 HD (Final; In English and Hindi) | Disney+ Hotstar (India Only) |
| CSA T20 Challenge | Afrique du Sud                                 | Star Sports Select 2 HD (In English) | Disney+ Hotstar (India Only) |
| Andhra Premier League | Inde                                           | Star Sports 1 Telugu HD | Only TV rights               |
| Maharaja T20 Trophy | Inde                                           | Star Sports 2 HD (In English) Star Sports 1 Kannada HD | Only TV rights               |
| Saurashtra Premier League | Inde                                           | Star Sports 1 & 2 HD (English) | Disney+ Hotstar (India Only) |
| Tamil Nadu Premier League | Inde                                           | Star Sports 2 HD (In English) Star Sports 1 Tamil HD | Only TV rights               |
| ICC World Test Championship Tournoi de qualification pour la Coupe du monde de cricket Coupe du monde de cricket ICC World Twenty20 ICC Under-19 Cricket World Cup Coupe du monde féminine de cricket Championnat du monde de Twenty20 féminin ICC Under-19 Women's T20 World Cup | Décidé par le Conseil international du cricket | Star Sports 1 & 2 HD (In English) Star Sports 3 HD (In Hindi) Star Sports 1 Hindi HD Star Sports 1 Kannada HD Star Sports 1 Tamil HD Star Sports 1 Telugu HD Star Sports Select 2 HD (In English) | Disney+ Hotstar (India Only) |
| Coupe d'Asie Women's Twenty20 Asia Cup ACC Under-19 Asia Cup | Décidé par le Conseil asiatique du cricket     | Star Sports 1 HD (In English) Star Sports 1 Hindi HD Star Sports 1 Kannada HD Star Sports 1 Tamil HD Star Sports 1 Telugu HD | Disney+ Hotstar (India Only) |
| Cricket en Inde (2022–2023) | Décidé par la BCCI                             | Star Sports 1 HD (In English) Star Sports 1 Hindi HD Star Sports 1 Kannada HD Star Sports 1 Tamil HD Star Sports 1 Telugu HD | Disney+ Hotstar (India Only) |
| Cricket en Afrique du Sud (2022–2024) | Décidé par le CSA                              | Star Sports 1 HD (In English) Star Sports 1 Hindi HD Star Sports 1 Kannada HD Star Sports 1 Tamil HD Star Sports 1 Telugu HD Star Sports Select 1 & 2 HD (In English) | Disney+ Hotstar (India Only) |
| Indian Premier League (2023–2027) | Inde                                           | Star Sports 1 & 2 HD (In English) Star Sports Select 1 HD (In English) Star Sports 1 Hindi HD Star Sports 1 Kannada Star Sports 3 English HD Star Sports 1 Tamil HD Star Sports 1 Telugu HD Star Gold HD (In Hindi) Star Utsav Movies (In Hindi) Vijay Super (Tamil) Star Maa Gold (Telugu) Star Suvarna Plus(Kannada) Asianet plus (Malayalam ) Sunday match | Only TV rights               |
| Caribbean Premier League (2022–2023) | West Indies                                    | Star Sports 2 HD (In English) | Only TV rights               |
| Legends League Cricket (2022) | Inde                                           | Star Sports 1 HD (In English) | Disney+ Hotstar (India Only) |
| Coupe de l'AFC | Décidé par l'AFC                               | Star Sports 3 (In Bengali, Malayalam, Hindi, Kannada, Tamil, and Telugu) Star Sports Select 1 & 2 HD (In English) | Disney+ Hotstar (India Only) |
| Ligue des champions de l'AFC | Décidé par l'AFC                               | Star Sports 3 (In Bengali, Malayalam, Hindi, Kannada, Tamil, and Telugu) Star Sports Select 1 & 2 HD (In English) | Disney+ Hotstar (India Only) |
| Indian Super League | Inde                                           | Star Sports 1 HD (In English) Star Sports 1 Hindi HD Star Sports 3 (In Bengali, Malayalam ,Kannada, Tamil, Telugu) Star Sports Select 1 HD (In English) | Disney+ Hotstar (India Only) |
| Premier League | Angleterre                                     | Star Sports 3 (In Bengali, Malayalam, English, Kannada, Star Sports Select 1 & 2 HD (In English) | Disney+ Hotstar (India Only) |
| Coupe d'Asie des nations de football 2023 | Qatar                                          | Star Sports 3 (In Bengali, Malayalam, Hindi, Kannada, Tamil, and Telugu) Star Sports Select 1 & 2 HD (In English) | Disney+ Hotstar (India Only) |
| Fédération internationale de hockey | Décidé par l'IHF                               | Star Sports 1 HD (In English) Star Sports 1 Hindi HD Star Sports Select 1 & 2 HD (In English) Star Sports First (In English) | Disney+ Hotstar (India Only) |
| Championnat du monde de Formule E | Décidé par la Formule E                        | Star Sports Select 1 & 2 HD | Disney+ Hotstar (India Only) |
| Pro Kabaddi League | Inde                                           | Star Sports 1 & 2 HD (In English) Star Sports 1 Hindi HD Star Sports 1 Kannada HD Star Sports 1 Tamil HD Star Sports 1 Telugu HD | Disney+ Hotstar (India Only) |
| ONE Championship | Thaïlande Singapour                            | Star Sports Select 1 & 2 HD (In English) | Disney+ Hotstar (India Only) |
| Wimbledon | Royaume-Uni                                    | Star Sports Select 1 & 2 HD (In English) | Disney+ Hotstar (India Only) |